# La Vall (l'Esquirol)
La Vall és una masia de l'Esquirol (Osona) inclosa a l'Inventari del Patrimoni Arquitectònic de Catalunya.

## Descripció
Masia de planta rectangular (19 x 12 m), coberta a dues vessants i amb el carener paral·lel a la façana situada a migdia. Consta de planta i dos pisos. Presenta un cos de porxos adossat a la façana principal del sector Est i cobert a dues vessants amb el carener paral·lel a la façana situada a ponent. L'edifici està adossat al pendent del terreny per la façana Est. La façana principal presenta un portal d'arc de mig punt al centre amb la dovella central datada (1780) i tres finestres a la planta baixa; al primer pis una doble balconada amb el pany de paret entre els dos portals de pedra picada i les llindes esculturades, i als laterals dos balcons iguals que tampoc tenen llosanes a la base. Al segon pis hi ha cinc finestres quadrades amb ampit motllurat. El cos de porxos presenta a la planta una bonica arcada que dona a les corts i sobre la qual s'assenten els dos pilars de totxo centrals que formen el porxo. A l'escaire del mur del segon pis hi ha un carreu datat (1670). La façana Oest presenta tres finestres a la planta, quatre al primer pis i una sota el carener. Les façanes Nord i Est no presenten característiques rellevants, només cal destacar un portal al primer pis de la façana Est.

## Història
Masia documentada del segle xiv, citada com la Vall de Llà. L'edifici fou cremat el 1653 durant la Guerra del Francès. Pocs anys després en Joan de la Guàrdia, llavors propietari, la reconstruí. L'edifici actual fou reconstruït l'any 1780 i era de tàpia vista (des del 1972 està arrebossada amb calç), tenia ràfecs de ceràmica acolorida i tres curioses finestres octogonals sota teulada.
Apareix al "Nomenclator de la Provincia de Barcelona. Partido Judicial de Vich. 1860" com a casa de pagès.